# Carel Stolker
Carel Jan Jozef Marie Stolker (Leiden, 23 juni 1954) is een Nederlands jurist, die van 2013 tot 2021 rector magnificus en voorzitter van het College van Bestuur van de Universiteit Leiden was. Hij was van 1996 tot 2021 hoogleraar privaatrecht aan diezelfde universiteit, en van 2005 tot 2011 decaan van de Leidse rechtenfaculteit. In 2021 ging hij met emeritaat; hij werd als rector magnificus opgevolgd door Hester Bijl en als voorzitter van het College van Bestuur door Annetje Ottow. Stolker was met acht jaar de langstzittende rector magnificus in de geschiedenis van de Leidse universiteit.

## Wetenschap
Stolker promoveerde in 1988 op een rechtsvergelijkend proefschrift over medische aansprakelijkheid. In 1989 verscheen een tweede boek, Van arts naar advocaat, waarin hij onderzoek deed naar de juridische en maatschappelijke oorzaken van de Amerikaanse claimcultuur. In 1991 doceerde Stolker een half jaar aansprakelijkheidsrecht in de VS, aan Hastings College of the Law, een onderdeel van de Universiteit van Californië, in San Francisco. In 1997 hield hij zijn oratie over de claimcultuur. Zijn wetenschappelijke belangstelling verschoof sindsdien naar de methodiek van (rechts)wetenschappelijk onderzoek.

## Functies

### Bestuurlijke functies
Stolker vervult al lang bestuurlijke functies. Sinds 8 februari 2013 is hij Rector Magnificus en Voorzitter van het College van Bestuur van de Universiteit Leiden. Op 1 januari 2005 werd hij decaan van de Leidse rechtenfaculteit, een positie die hij vervulde tot 1 september 2011. Daaraan voorafgaand was hij sinds 2001 vicedecaan voor het onderzoek in een interim-faculteitsbestuur geleid door oud-SER-voorzitter Theo Quené. Vanaf 1997 was hij bovendien hoogleraar directeur van het E.M. Meijers Instituut voor Rechtswetenschappelijk Onderzoek van de Leidse rechtenfaculteit. Stolker bekleedde intern en extern wetenschappelijke en meer beleidsmatige functies.
In 2009 reisde hij als decaan af naar Wouter Buikhuisen om het nog immer sluimerende conflict tussen Buikhuisen en de Universiteit Leiden bij te leggen.
Bij zijn afscheid als rector magnificus in 2021 werd Stolker benoemd tot officier in de Orde van Oranje-Nassau.

### Wetenschappelijke functies
Stolker is lid van de redactieraad van de wettenreeks Tekst & Commentaar en hoofdredacteur van de losbladige Onrechtmatige Daad. Hij was ook lid van de Task Force Albania van de Raad van Europa, met het oog op de totstandkoming van een nieuw Burgerlijk Wetboek voor dat land (1993-1994) en van commissies voor NWO en  VSNU. Tweemaal maakte hij deel uit van een visitatiecommissie voor de Nederlandse gerechten (in 2005 en 2010). Hij is bestuurslid van het Vlaamse Fonds voor Wetenschappelijk Onderzoek (FWO). Sinds 2016 is Stolker lid van de Koninklijke Hollandsche Maatschappij der Wetenschappen.

### Maatschappelijke functies
Stolker was rechter-plaatsvervanger in de Rechtbank Haarlem en is raadsheer-plaatsvervanger in het Gerechtshof 's-Hertogenbosch. Hij was tussen 2014 en 2021 lid van de raad van toezicht van het Nationaal Museum van Wereldculturen. Verder was hij onder meer voorzitter gemeentelijke Inspraakcommissie van de gemeente Leiden (1982-1996) en voorzitter van de Ombudscommissie (1993-1996). Van 1988-1994 was hij lid van het bestuur van de Stichting Rijnland Ziekenhuizen, en van 1998-2006 lid Raad van Toezicht Stichting Sanquin (bloedvoorziening Nederland). In 1997 maakte hij deel uit van de commissie-Hoekstra, de onderzoekscommissie ingesteld naar aanleiding van de Bijlmervliegramp. Hij was verder vicevoorzitter dagelijks bestuur Center of International Legal Cooperation (1993-2000), lid van het dagelijks bestuur van het Haagse Asser Instituut (2002-2014) en lid van de Raad voor Economische Aangelegenheid van het Bisdom Rotterdam (1998-2006). Hij was lid van de visitatiecommissie voor de Nederlandse gerechten in 2005 en in 2010.
Stolker is lid van het CDA en schreef als lid van de programmacommissie onder voorzitterschap van Ben Knapen mee aan het verkiezingsprogramma van die partij voor de verkiezingen van 2021.
Sinds 1 september 2021 is Stolker voorzitter van de Raad van Toezicht van het Rijksmuseum van Oudheden te Leiden.

## De toekomst van de rechtswetenschap
Op 8 februari 2003 hield Stolker de Leidse diesoratie over de vraag in hoeverre de rechtsgeleerdheid ook een wetenschap is. Die rede ( 'De dag verga, waarop ik geboren werd' ), ook gepubliceerd in het Nederlands Juristenblad, leidde tot een stroom van publicaties, vooral ook over de methode van het rechtswetenschappelijk onderzoek. Sindsdien houdt Stolker zich vaker bezig met vragen van meer wetenschapsfilosofische aard.

## Publicaties

### Over aansprakelijkheidsrecht
- Geneesmiddelen en aansprakelijkheid (1986, met Anneleen Broekhuijsen)
- Aansprakelijkheid van artsen (1988)
- Van arts naar advocaat (1989)
- The unconscious plaintiff (1990)
- Indian Title’ – Indianen, Europeanen en de eigendom van de grond (1992)
- Wrongful life, the Limits of Liability and Beyond (1994)
- Straffen met privaatrecht of juist verzoenen? (1995)
- Aansprakelijkheid voor bloed en bloedtransfusies (1995)

### Over rechtswetenschap
- 'Ja, geleerd zijn jullie wel!' Over de status van de rechtswetenschap (2003)
- Wat maakt een juridisch tijdschrift wetenschappelijk? (2005)
- Legal Journals: in Pursuit of a More Scientific Approach (2005)
- Vooruitgang in de wetenschap, vooral toeval of organisatie (2006)
- Kernwaarden verbinden – ‘turn dependent adolescents into wise adults’ (2007)
- Waarom kent rechten een uittrekselcultuur? (2009)
- Een discipline in transitie – rechtswetenschappelijk onderzoek na de Commissie Koers (2011)
- Rethinking the law school. Education, research, outreach and governance (2014)

### Redacties
- Over de grenzen van strafrecht en burgerlijk recht (1995, met Ton Hol)
- Contractvrijheid (2001, met Ton Hartlief)
- Ramp en recht (2001, met Erwin Muller)
- Beginselen van behoorlijk rampenonderzoek (2002, met Erwin Muller)
- Ex Libris Hans Nieuwenhuis (2009, m.v.a.)